# Pensionnat autochtone de La Tuque
Le pensionnat autochtone de La Tuque faisait partie du système de pensionnats pour Autochtones au Canada. Il ouvre en 1963 à La Tuque, au Québec, au nord de Trois-Rivières, sous la direction de l’Église anglicane. Il accueillait principalement des enfants de la Nation crie de Waswanipi et Mistissini. Le gouvernement fédéral prend la barre administrative de l’école en 1969, qui ferme ses portes en 1978. En février 2006, on fait démolir le pensionnat.

## Histoire

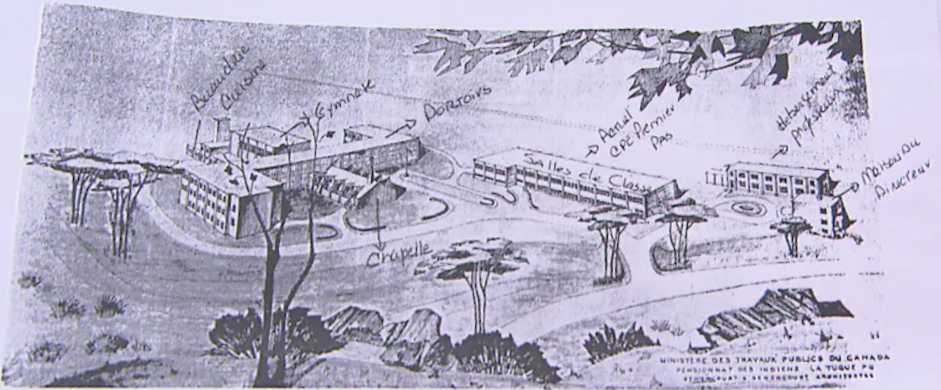
Plan du pensionnat de La Tuque

Le pensionnat ouvre le 1er septembre 1963. Même si l’école se trouve au Québec, la langue d’enseignement est l’anglais. D’ailleurs, pendant un certain temps, on y utilise le programme d’enseignement de l’Ontario, plutôt que celui du Québec. Au milieu des années 1970, le français devient la langue d’enseignement pour la plupart des élèves. Le pensionnat ferme ses portes le 30 juin 1978. La majorité du complexe du pensionnat a été démoli. Un édifice est maintenant un Centre de la petite enfance et un autre sert d'auberge.  

## Témoignages
Plusieurs témoignages font état de mauvais traitements et d'agressions sexuelles,.